# John Sieg

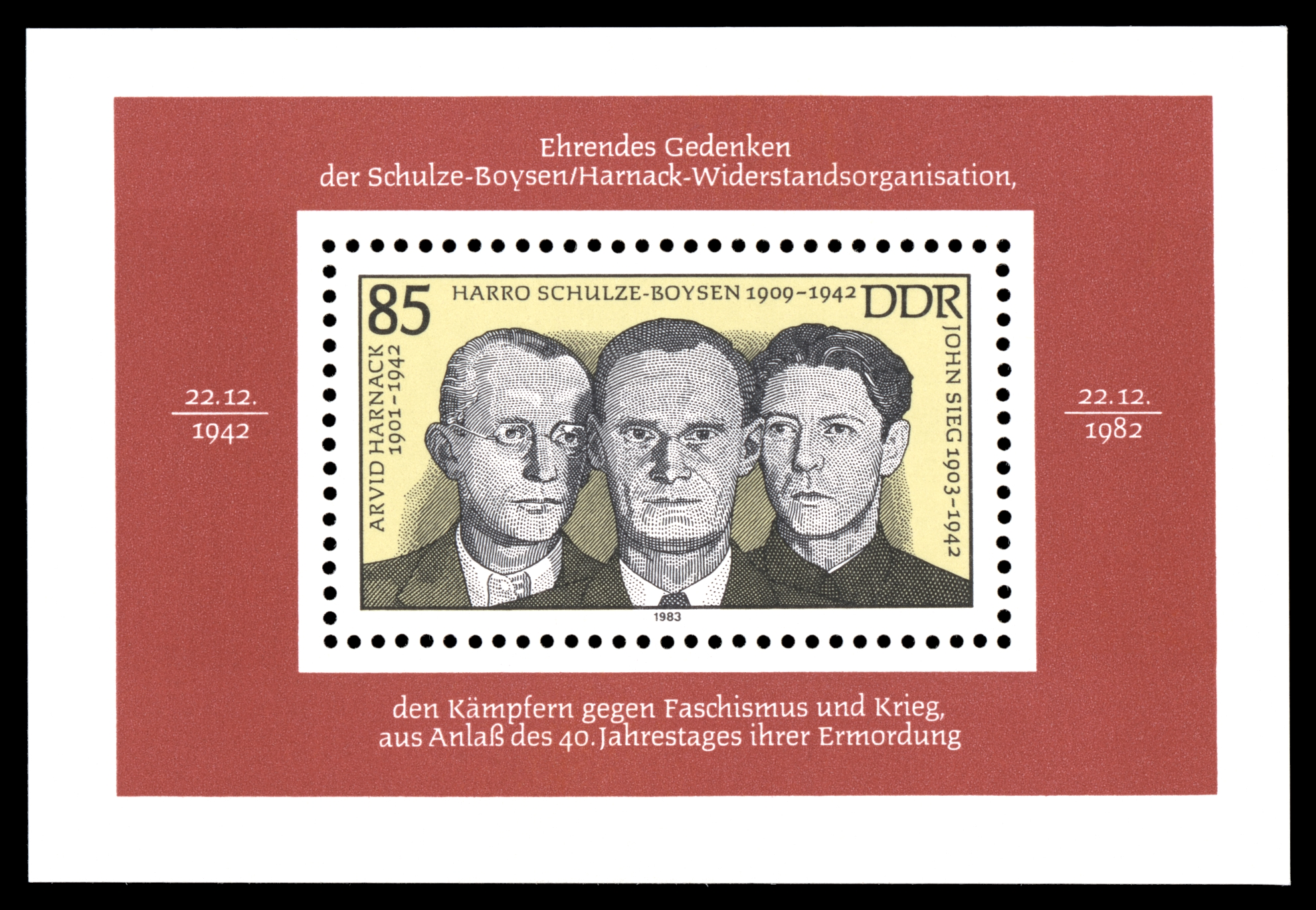
Harnack, Harro Schulze-Boysen y Sieg

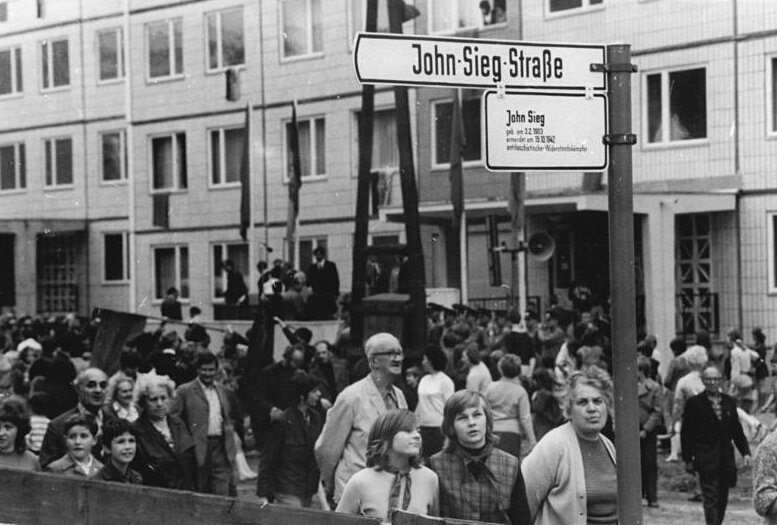
Calle John Sieg Berlín, 1972

John Sieg (n. 3 de febrero de 1903, Detroit, Míchigan – f. 15 de octubre de 1942, Berlín) fue un trabajador ferroviario que denunció las atrocidades nazis a los comunistas y participó en la Resistencia alemana al nazismo, formó parte de la red Orquesta Roja.

## Biografía
John Sieg nació en Detroit y se mudó a Alemania, después de morir su padre, para vivir con su abuelo. Se hizo ciudadano alemán en 1920.
Quiso estudiar para maestro pero a la muerte de su abuelo debió regresar a Detroit donde conoció a Sophie, su futura esposa, en 1924. Ambos, ya casados, regresaron a Alemania en 1928 convirtiéndose en escritor, escribió para Die Tat, publicado por Adam Kuckhoff, se adhirió al partido comunista y conoció a Wilhelm Guddorf y Martin Weise.
Fue arrestado por las Sturmabteilung en 1933, al ser liberado meses después comenzó a trabajar con la resistencia en contacto con Arvid Harnack y Kuckhoff. Repartió panfletos e información política y en 1937 tomó un trabajo en la Deutsche Reichsbahn (DR), donde conectó a otros miembros de la resistencia y a Bernhard Bästlein.
Trabajó con Herbert Grasse, Otto Grabowski y la Saefkow-Jacob-Bästlein Organization editando el periódico Die Innere Front (Frente Interno).
Fue arrestado en octubre de 1942 y llevado a la Gestapo donde fue severamente interrogado y torturado. El 15 de octubre se colgó en su celda.
Su esposa Sophie fue arrestada y enviada sin juicio previo al campo de concentración de Ravensbrück en 1943. Fue liberada por los rusos en 1945.
En junio de 1972 una calle fue nombrada en su honor.